# この初恋はフィクションです
『この初恋はフィクションです』（このはつこいはフィクションです）は、2021年10月12日（11日深夜）から12月17日（16日深夜）まで、TBSテレビ系「よるおびドラマ」枠にて放送されたテレビドラマ。主演はドラマ初出演かつ初主演の飯沼愛。
同局が新設した深夜帯の帯ドラマ枠の第1弾作品として放送された。
2020年12月より同局が田辺エージェンシー、秋元康と共同で実施してきたオーディションプロジェクト『TBSスター育成プロジェクト 私が女優になる日_』（毎週日曜〈土曜深夜〉0時58分 - 1時28分）の中で行われたファイナリスト10名による演技バトルにて1位を獲得したメンバーが本作で主演を務め、上位メンバーも主要キャストとして参加する。

## あらすじ
主人公の倉科泉（飯沼愛）は、いつも学年で１位の成績だが、恋愛に関してはクラスで１番奥手な高校２年生。泉が通う桜彩館高校は校則がなく、個性を尊重した自由な校風の進学校だ。そんな桜彩館高校の２年１組に「とんでもないイケメンが転校してくる」と噂が立ち、女子生徒たちは浮き立つ。しかし、噂の転校生は初日から欠席。「祖父江広樹」という名前だけが黒板に書かれる。そして彼は、次の日も、その次の日も登校してこない･･･。生徒たちは「実は有名アイドルとか？」など妄想をし、根も葉もない噂話だけがどんどん広がる――。クラスの女子は皆、想像で美化した祖父江に夢中。
そんな中、泉は担任の長谷部（東京03 飯塚悟志）に呼び出され、学級委員で家が近いという理由だけで、祖父江の家まで宿題を届ける係に任命される。そして家に行くと、祖父江の母・麻里（矢田亜希子）から息子の友達になってあげてと頼まれ、会ったこともない祖父江のLINEアカウントを知ってしまった泉は、クラスのみんなに内緒で祖父江とやりとりを始めることに･･･！
LINEの中での祖父江はつかみどころがなく、不思議な存在。そんなやりとりが面白く、自分だけが知る祖父江のことをだんだん意識するようになる泉。
さらに、泉に密かに想いを寄せているクラスメイトの野島 啓介（坂東龍汰）も、見えないライバル「祖父江」の存在を意識するように･･･。
まだ誰も会ったことのない“不思議な転校生”である祖父江の存在に振り回されていく桜彩館高校の生徒たち。そんな中で巻き起こる、友情や恋、勉強、部活、進路など、高校２年生の彼女・彼らが持つ問題や悩み、出来事を等身大に描いていく。

## 登場人物

### 主要人物
倉科泉（くらしな いずみ）
演 - 飯沼愛
本作の主人公。桜彩館高校2年1組所属。学業では学年トップの成績を誇るものの、恋愛に関しては消極的なところがある。あるきっかけで、謎の転校生・祖父江広樹と友達としてLINE上でやり取りをすることとなる。
家族構成は医者の両親と名古屋大学医学部に通う兄がいる医者一家。
祖父江広樹（そぶえ ひろき）
演 - 鈴鹿央士
転校生。転校して初めてのテストで泉を抜いて成績トップになり、絵の才能もある。初日から姿を見せず、その後も来る日も来る日も登校してこないことから、女子生徒の間で様々な噂が流れていた。がep.30にて初めて顏出しされた。
かつて児童劇団に所属し「増田こうき」として活動していたが、クラスでのいじめやSNSでの誹謗中傷を受け不登校になっている。
野島啓介（のじま けいすけ）
演 - 坂東龍汰
泉のクラスメイト。あだ名は「のじ」。クラスのムードメーカーで泉へ好意を抱いており、のちに交際。正体不明の祖父江をライバル視するようになる。

### 桜彩館高校2年1組
泉・広樹・啓介が所属するクラス
田野来玖（たの らいく）
演 - 窪塚愛流
野島の親友。クラスのマスコット的存在だが、野島に恋愛アドバイスをしたりするなどしっかり者な一面も。
谷田紗羽（たにだ さわ）
演 - 武山瑠香
泉の親友で、彼女とは対照的に明るいタイプ。クラスの人気者で、TikTok上では注目の的となっている。BLACKPINKの大ファン。他校に通う彼氏がいるにも関わらず、謎多き転校生の祖父江に興味を示す。
浜井凛（はまい りん）
演 - 赤穂華
陸上部で活躍するエース選手。思ったことを率直に言うところがある。卒業後も陸上を続けるかは決めておらず、将来について手探りしているところ。野島に好意を抱いていた。父子家庭。
三ノ輪萌子（みのわ もえこ）
演 - 三浦涼菜
泉と紗羽の友達。平凡な自分に引け目を感じており、泉や紗羽のように自分の持ち味を持つ人に憧れを抱いている。
松宮漣（まつみや れん）
演 - りゅうが
前のめりに行動する節がある。

### その他
長谷部秀一（はせべ しゅういち）
演 - 飯塚悟志（東京03）
泉たちのクラスの担任。担当科目は英語。長谷部にツッコミを入れてもらうために生徒たちがボケを仕掛けるのがお決まりの流れとなっている。泉が学級委員であることと祖父江の家の近所であるのをいいことに、彼女を宿題を届ける係に任命する。
祖父江麻里（そぶえ まり）
演 - 矢田亜希子
広樹の母。泉が宿題を届けに来た際、息子の友達になってほしいとして彼のLINEアカウントを伝える。
倉科祥子（くらしな しょうこ）
演 - 坂井真紀
泉の母。眼科の開業医。自分と同様に、娘も医者を目指していると思っている。
蓮見なる（はすみ なる）
演 - 渋谷風花
泉と来玖と同じ塾のクラスメイト。祖父江とは同じ児童劇団に所属していた幼馴染で、色違い(赤)の蛙アップリケのついたお守りを持っている。
早川修哉
演 - 綱啓永（EP.10 - ）
紗羽の彼氏。
早乙女圭吾（さおとめ けいご）
演 - 山時聡真
桜彩館高校の1年。泉のことを睨み付けるなど、不可解な行動をとる。以前、広樹と同じ中高一貫校に通っており、いじめられている広樹を助けるために証拠写真を撮ったことで、自分がいじめのターゲットになってしまったという過去を持つ。そのために広樹のことを恨んでいる。

### ゲスト
EP.03
泉が想像する祖父江
演 - 樋口晃平
EP.04
とうあ
演 - とうあ（本人役）

EP.07
役名不明
演 - 江藤愛（TBSテレビアナウンサー）（EP.13）
社会科担当の教師。
EP.09
役名不明
演 - 中村靖日
向陵台中学校の教師。泉と紗羽の中学3年生の時のクラス担任。
EP.12
役名不明
演 - 横川尚隆
EP.21-23
辻堂 基樹
演 - 本多力
泉、来玖 、なるが通っている塾の講師。

## スタッフ
- 企画・原案 - 秋元康[26]
- 脚本 - 徳尾浩司[26]
- 演出 - 宮崎陽平、岡本伸吾、小牧桜[26]
- 音楽 - 青木沙也果
- 主題歌 - ヘッドフォンの中の世界「僕の生きがい」[27]
- プロデューサー - 松本友香[26]、韓哲
- 製作著作 - TBS

## 放送日程
| 週 | 放送日   | 回    | サブタイトル                 | 演出     |
| -- | -------- | ----- | ---------------------------- | -------- |
| 1  | 10月12日 | EP.01 | 顔も姿も見えない転校生       | 宮崎陽平 |
| 1  | 10月13日 | EP.02 | テストは驚きの結果に!        | 宮崎陽平 |
| 1  | 10月14日 | EP.03 | 私が⁉ 祖父江くんの家に!?     | 宮崎陽平 |
| 1  | 10月15日 | EP.04 | 彼との秘密のやりとり         | 宮崎陽平 |
| 2  | 10月19日 | EP.05 | 親友についた初めての嘘       | 宮崎陽平 |
| 2  | 10月20日 | EP.06 | 新たな恋が動きだす!?         | 宮崎陽平 |
| 2  | 10月21日 | EP.07 | 友情は一瞬で崩れる…          | 宮崎陽平 |
| 2  | 10月22日 | EP.08 | ケンカっていいなぁ!?         | 宮崎陽平 |
| 3  | 10月26日 | EP.09 | 親友になったきっかけ         | 岡本伸吾 |
| 3  | 10月27日 | EP.10 | 告白ミッションスタート!!     | 岡本伸吾 |
| 3  | 10月28日 | EP.11 | 遊園地マジック⁉♡             | 岡本伸吾 |
| 3  | 10月29日 | EP.12 | 恋も進路も迷い中!!           | 岡本伸吾 |
| 4  | 11月 2日 | EP.13 | 嵐の三者面談                 | 岡本伸吾 |
| 4  | 11月 3日 | EP.14 | お母さんとケンカ中!          | 岡本伸吾 |
| 4  | 11月 4日 | EP.15 | 初めての家出は大冒険         | 岡本伸吾 |
| 4  | 11月 5日 | EP.16 | 恋のライバル宣言             | 岡本伸吾 |
| 5  | 11月 9日 | EP.17 | 突然のLINE退出!              | 宮崎陽平 |
| 5  | 11月10日 | EP.18 | 祖父江､存在しない説          | 宮崎陽平 |
| 5  | 11月11日 | EP.19 | ノジついに告白!?             | 宮崎陽平 |
| 5  | 11月12日 | EP.20 | カップル誕生! 特別な人       | 宮崎陽平 |
| 6  | 11月16日 | EP.21 | 祖父江と同じお守りを持つ少女 | 小牧桜   |
| 6  | 11月17日 | EP.22 | マスダくんって誰!?           | 小牧桜   |
| 6  | 11月18日 | EP.23 | お守りに隠された秘密         | 小牧桜   |
| 6  | 11月19日 | EP.24 | 相手の見えない三角関係       | 小牧桜   |
| 7  | 11月23日 | EP.25 | 明らかになる祖父江の過去     | 岡本伸吾 |
| 7  | 11月24日 | EP.26 | 会っちゃうってこと…!?        | 岡本伸吾 |
| 7  | 11月25日 | EP.27 | 2人の恋にヒビが入る          | 岡本伸吾 |
| 7  | 11月26日 | EP.28 | ノジくんを傷つけた           | 岡本伸吾 |
| 8  | 11月30日 | EP.29 | 会えるまでのカウントダウン   | 宮崎陽平 |
| 8  | 12月 1日 | EP.30 | すれ違い続ける運命!?         | 宮崎陽平 |
| 8  | 12月 2日 | EP.31 | これはラブ？ライク？         | 宮崎陽平 |
| 8  | 12月 3日 | EP.32 | 近づいていく2人の距離        | 宮崎陽平 |
| 9  | 12月 7日 | EP.33 | 祖父江くんを守りたい         | 小牧桜   |
| 9  | 12月 8日 | EP.34 | 新たな恋!ライクがラブに!?    | 小牧桜   |
| 9  | 12月 9日 | EP.35 | 言い出せない事実…            | 小牧桜   |
| 9  | 12月10日 | EP.36 | 学校に行けない最後の理由     | 小牧桜   |
| 10 | 12月14日 | EP.37 | 文化祭! 波乱の幕開け         | 宮崎陽平 |
| 10 | 12月15日 | EP.38 | 泉の気持ちソブーに届け!      | 宮崎陽平 |
| 10 | 12月16日 | EP.39 | 2人の最後の思い出            | 宮崎陽平 |
| 10 | 12月17日 | EP.40 | 青春は期間限定               | 宮崎陽平 |

## ネット局
| 放送対象地域   | 放送局                    | 系列    | ネット開始日                    | 放送時間                                                                       | ネット状況 | 備考                                     |
| -------------- | ------------------------- | ------- | ------------------------------- | ------------------------------------------------------------------------------ | ---------- | ---------------------------------------- |
| 関東広域圏     | TBSテレビ（TBS）          | TBS系列 | 2021年10月12日 - 2021年12月17日 | 火曜 - 金曜 0:40 - 0:55（月曜 - 木曜深夜）                                     | 【制作局】 | 【制作局】                               |
| 北海道         | 北海道放送（HBC）         | TBS系列 | 2021年10月12日 - 2021年12月17日 | 火曜 - 金曜 0:40 - 0:55（月曜 - 木曜深夜）                                     | 同時ネット |                                          |
| 青森県         | 青森テレビ（ATV）         | TBS系列 | 2021年10月12日 - 2021年12月17日 | 火曜 - 金曜 0:40 - 0:55（月曜 - 木曜深夜）                                     | 同時ネット |                                          |
| 岩手県         | IBC岩手放送（IBC）        | TBS系列 | 2021年10月12日 - 2021年12月17日 | 火曜 - 金曜 0:40 - 0:55（月曜 - 木曜深夜）                                     | 同時ネット |                                          |
| 山形県         | テレビユー山形（TUY）     | TBS系列 | 2021年10月12日 - 2021年12月17日 | 火曜 - 金曜 0:40 - 0:55（月曜 - 木曜深夜）                                     | 同時ネット |                                          |
| 福島県         | テレビユー福島（TUF）     | TBS系列 | 2021年10月12日 - 2021年12月17日 | 火曜 - 金曜 0:40 - 0:55（月曜 - 木曜深夜）                                     | 同時ネット |                                          |
| 鳥取県・島根県 | 山陰放送（BSS）           | TBS系列 | 2021年10月12日 - 2021年12月17日 | 火曜 - 金曜 0:40 - 0:55（月曜 - 木曜深夜）                                     | 同時ネット |                                          |
| 岡山県・香川県 | RSK山陽放送（RSK）        | TBS系列 | 2021年10月12日 - 2021年12月17日 | 火曜 - 金曜 0:40 - 0:55（月曜 - 木曜深夜）                                     | 同時ネット |                                          |
| 広島県         | 中国放送（RCC）           | TBS系列 | 2021年10月12日 - 2021年12月17日 | 火曜 - 金曜 0:40 - 0:55（月曜 - 木曜深夜）                                     | 同時ネット |                                          |
| 福岡県         | RKB毎日放送（rkb）        | TBS系列 | 2021年10月12日 - 2021年12月17日 | 火曜 - 金曜 0:40 - 0:55（月曜 - 木曜深夜）                                     | 同時ネット |                                          |
| 熊本県         | 熊本放送（RKK）           | TBS系列 | 2021年10月19日 - 不明           | 火曜 - 木曜（月曜 - 水曜深夜）0:40 - 0:55金曜（木曜深夜）0:53 - 1:08           | 遅れネット |                                          |
| 愛媛県         | あいテレビ（itv）         | TBS系列 | 2021年10月19日 - 不明           | 火曜（月曜深夜）1:29 - 1:59木曜（水曜深夜）1:00 - 1:30                         | 遅れネット | [ 注 7 ]                                 |
| 長野県         | 信越放送（SBC）           | TBS系列 | 2021年10月19日 - 不明           | 火曜（月曜深夜）1:52 - 2:37木曜（水曜深夜）1:57 - 2:12                         | 遅れネット | [ 注 8 ]                                 |
| 富山県         | チューリップテレビ（TUT） | TBS系列 | 2021年10月24日 - 不明           | 日曜（土曜深夜）1:28 - 1:58                                                    | 遅れネット | [ 注 9 ]                                 |
| 宮城県         | 東北放送（tbc）           | TBS系列 | 2021年10月26日 - 不明           | 火曜・水曜（月曜・火曜深夜）1:30 - 1:45木曜（水曜深夜）1:30 - 2:00             | 遅れネット | [ 注 10 ]                                |
| 石川県         | 北陸放送（MRO）           | TBS系列 | 2021年10月26日 - 不明           | 火曜・木曜（月曜・水曜深夜）0:45 - 1:00水曜・金曜（火曜・木曜深夜）1:25 - 1:40 | 遅れネット |                                          |
| 静岡県         | 静岡放送（SBS）           | TBS系列 | 2021年10月26日 - 不明           | 火曜（月曜深夜）1:10 - 2:10                                                    | 遅れネット | [ 注 11 ]                                |
| 山梨県         | テレビ山梨（UTY）         | TBS系列 | 2021年10月28日 - 不明           | 木曜（水曜深夜）0:45 - 1:45                                                    | 遅れネット | 『Uワク♥ミッドナイトドラマ』枠での放送。 |
| 中京広域圏     | CBCテレビ（CBC）          | TBS系列 | 2021年10月28日 - 不明           | 木曜・金曜（水曜・木曜深夜）2:05 - 2:35                                        | 遅れネット | [ 注 12 ]                                |